# 초원의 집
《초원의 집》(영어: Little House on the Prairie 또는 Little House in the Big Woods)은 미국의 작가 로라 잉걸스 와일더의 소설이다.

## 이야기
1932년에 딸 로즈 와일더 기자의 권유로 발표하였고, 삽화는 당시 20세의 신인 삽화가였던 가스 윌리엄즈(1912년~1996년)가 그렸다.
1870년대 미국 위스컨신 등을 배경으로 하고 있으며, 소녀 로라 잉걸스와 그의 가족들(엄마, 아빠, 로라, 로라의 언니와 동생, 불독 강아지 잭)과 가축들을 통해 18살 때까지의 작가의 삶과 미국 개척시대를 묘사하였다.
작품이 독자들의 사랑을 받으면서 연재를 시작, 1970년에 마지막 9권째 소설이 출판되었다.
한국어판으로는 1993년 영문학자 장왕록 교수(서울대학교 영문학과 주임교수, 영문학자인 고 장영희 서강대학교 교수의 부친)가 번역한 《큰 숲 작은 집 등의 시리즈》(학원출판공사)가 있으며, 시공사와 비룡소에서도 《초원의 집》이라는 제목으로 9권의 시리즈를 김석희가 번역하여 출간하였다

## 시리즈
- 큰 숲속의 작은 집
- 대초원의 작은 집
- 플럼 시냇가
- 실버 호숫가
- 소년농부
- 기나긴 겨울
- 대초원의 작은 마을
- 눈부시게 행복한 시절
- 처음 4년간

## TV 드라마
초원의 집은 1974년에 NBC 텔레비전 드라마로 제작되었으며 총 9시즌 204화이다.
- 멜리사 길버트(로라).
- 마이클 랜든(아빠). 연출 담당
- 캐런 그래슬(엄마)
- 멜리사 수 앤더슨(장녀 메리).

- 대한민국에서는 TBC 동양방송에서 1975년 9월 ~ 1976년 7월까지 잠시 방영했다.
- 그리고 MBC 문화방송에서 1976년 10월부터 1981년 6월까지 매주 일요일 아침에,[1] 1982년 9월부터 1983년 7월까지 매주 일요일 낮에 방영되었다.

- 당시 더빙에 참여한 성우로는 김현직, 양지운, 정희선, 최방란(애니메이션 캔디의 주인공 더빙도 맡음) 등이 있다.

- 1977년 큰딸 역을 한 성우 정소희씨가 교통사고로 갑작스럽게 사망하면서 송도영씨로 성우가 교체되기도 했다.

## 같이 보기
- 전원일기